# بهارات (فلم)
بهارات هو فيلم درامي هندي باللغة الهندية عام 2019  من إخراج وكتابة علي عباس ظفر. تم إنتاجه بشكل مشترك من قبل أتول أجنهوتري، ألفيرا خان أجنهوتري، بوشان كومار، كريشان كومار، نيكيل ناميت وسلمان خان تحت لافتات ريل لايف بروداكشن وأفلام سلمان خان وتي سيريز. الفيلم من بطولة سلمان خان، كاترينا كيف، سونيل جروفر، جاكي شروف، ديشا باتاني وتابو. الفيلم مقتبس من الفيلم الكوري الجنوبي "قصيدة إلى أبي" (2014)، ويتتبع تاريخ الهند بعد الاستقلال من وجهة نظر رجل عادي، ويتابع حياته من سن 8 سنوات حتى سن 70 عامًا.
تم إطلاق فيلم بهارات في دور العرض السينمائية في الهند في 5 يونيو 2019، بمناسبة عيد الفطر. وقد تلقى الفيلم آراء متباينة من النقاد، الذين أعجبوا بأداء الممثلين والقصة والسيناريو، وانتقدوا النصف الثاني. حقق الفيلم إيرادات بلغت 42.30 كرور  في يومه الأول. كان أحد أعلى الأفلام ربحًا في عام 2019. حقق الفيلم إيرادات  325.58 كرور روبية خلال فترة عرضه السينمائية، محققًا نجاحًا تجاريًا.

## حبكة
في عام 2010، رفض بهارات كومار، وهو صاحب متجر في دلهي، بيع متجره على الرغم من العروض المربحة. في عيد ميلاده السبعين، يروي ماضيه لحفيدة أخيه، وينتقل الفيلم إلى الفلاش باك.

### التقسيم، 1947
بهارات، البالغ من العمر 7 سنوات، برفقة والديه وإخوته، يستقلون قطارًا إلى الهند مع العديد من اللاجئين الآخرين بحثًا عن الأمان من أعمال الشغب في باكستان. يفقد بهارات أخته الصغيرة "جوديا" في الفوضى. ويبقى والدهم، غوتام، هناك للبحث عن جوديا، بعد أن وعد بهارات برعاية الأسرة. ينتقل إلى متجر السلع المستوردة الذي تملكه شقيقة غوتام جامونا وزوجها كيمات راي كابور، ويلتقي بعاملة السيرك على جانب الطريق رادا. يقعان في الحب وينضمان إلى السيرك الروسي العظيم.

### بعد 17 عامًا (1964)
اكتسب بهارات قدرًا كبيرًا من الشهرة على مدار السنوات التي قضاها في السيرك. يتعرض شقيقه تشوتي لحادث أثناء محاولته تقليده. بهارات يودع رادا بالدموع. يبحث هو وصديقه فيلاياتي عن عمل عندما تتعرض البلاد للصدمة بسبب وفاة رئيس الوزراء جواهر لال نهرو.

### بعد 11 عامًا (1975)
ينضم بهارات إلى العديد من المهاجرين الهنود في المملكة العربية السعودية، بعد اكتشاف النفط، لكسب المال لزواج أخته ميهيك. هناك يقع في حب مهندسته الرئيسية كومود، التي تقترح عليه الزواج. يرفض بهارات، معتقدًا أن ذلك قد يعيقه عن الوفاء بوعد غوتام. بمجرد وصولهما إلى الهند، أعلنت كومود حبها له. يبدأون علاقة العيش معًا.

### بعد 8 سنوات (1983)
يبدأ بهارات العمل كمدير محطة بعد وفاة جامونا. خلال بطولة كأس العالم للكريكيت عام 1983، قرر كيمات بيع المتجر بسبب الحاجة إلى المال وطلب من بهارات شراءه. في البداية يرفض بهارات على أمل الوفاء بالوعد الذي قطعه لغوتام، ولا يزال يعتقد أنه سيعود يومًا ما، ومع ذلك فإنه يوافق على مضض. يغادر بهارات الهند، مع صديقه فيلاياتي، ليصبح بحارًا لمدة 8 أشهر ويكسب المال لشراء المتجر.

### بعد 12 سنة (1995)
بعد التحرير الاقتصادي في الهند، أصبحت كومود المديرة الإبداعية لقناة زي تي في التي تم تشكيلها حديثًا وتدير برنامجًا لتوحيد أقارب الأشخاص الذين انفصلوا أثناء التقسيم. يتواصل بهارات مجددًا مع ميهير، وهي مواطنة من لندن تبنتها عائلة بريطانية أثناء التقسيم، ويدرك أنها جوديا، التي تعود إلى الهند. يحدث لقاء عاطفي حيث يعلم بهارات أن جانكي قد ماتت، مما يدفع بهارات للبحث عن غوتام.

### اليوم الحاضر (2010)
يقرر بهارات المسن أخيرًا بيع المتجر، وهو الأمر الذي رفضه بشدة على الرغم من خسارة المتجر للمال. قبل الوصول إلى القطار، وعد غوتام بهارات بأنه سوف يجتمع به مرة أخرى في المتجر، وهو ما يفسر سبب تمسك بهارات بالمتجر طوال هذا الوقت. يستنتج بهارات أن غوتام من المرجح أن يكون قد توفي لأنه أصبح كبيرًا في السن بحيث لم يتمكن من البقاء على قيد الحياة. يرى بهارات رؤية له، حيث يؤكد له غوتام أنه سيمضي قدمًا. يقرر بهارات أخيرًا المضي قدمًا ويتزوج كومود وهو يبكي.

## الممثلون
- سلمان خان في دور بهارات كومار
  - كابير ساجد شيخ في دور بهارات الشاب
- كاترينا كيف في دور كومود راينا
- سونيل جروفر في دور سيد ولايتي سالم يوسف عطا الله خان/ولايتي خان
  - آريان براجاباتي في دور يونغ فيلاياتي
- جاكي شروف في دور غوتام دارشان كومار
- ديشا باتاني في دور رادا ماثور
  - ريفا أرورا في دور رادا الشابة
- تابو في دور مهير جاوتام كومار "جوديا".
- ساتيش كوشيك في دور الضابط البحري جيرام شيرودكار
- سونالي كولكارني في دور جانكي ديفي، والدة بهارات
- آصف شيخ في دور زوج ميهيك وصهر بهارات
- نيفين راماني في دور كاياج زافيري
- نورا فتحي في دور سوزان ولايتي خان
- شاشانك أرورا في دور شامان "تشوت" جوتام كومار
- كشميرا إيراني في دور ميهك غوتام كومار
- كومود ميشرا في دور كيمات راي كابور، زوج جامونا
- عائشة رضا ميشرا في دور جامونا دارشان كومار، عمة بهارات
- شهزاد خان كمسؤول عن التبادل الوطني للتوظيف
- إيفان سيلفستر رودريجيز في دور شورلاب جوبتا
- إدوين دي لا رنتا في دور زعيم عصابة القراصنة مايكل ماسكارينهاس
- بريجندرا كالا في دور رانجيت تشاتشا
- ياش عباد كضابط
- جورفيندر سينغ مالهوترا في دور زالزالا سينغ [10]

## الموسيقى التصويرية
تم تأليف الأغاني التي ظهرت في الفيلم بواسطة فيشال-شيخار، وكتب كلماتها إرشاد كامل، مع الموزع الموسيقي والمنتج ميجديب بوس. كتب ظفر ولحن أغنية "زيندا" مع جوليوس باكيام .تم إصداره تحت شعار تي سيريز. لخص ديفارسي غوش من موقع Scroll.in مراجعة الموسيقى التصويرية بشكل إيجابي بأنها "شبه مثالية". أشاد موقع Firstpost بأغنية Chashni ووصفها بأنها "جميلة بشكل مثير للروح". تم غناء أغنية "Chashni" في الأصل بواسطة عاطف أسلم ولكن تم استبدالها.
| #   | عنوان                       | المدة |
| --- | --------------------------- | ----- |
| 1.  | "Slow Motion"               | 4:07  |
| 2.  | "Chashni"                   | 4:25  |
| 3.  | "Aithey Aa"                 | 3:39  |
| 4.  | "Zinda"                     | 2:20  |
| 5.  | "Turpeya"                   | 4:34  |
| 6.  | "Aaya Na Tu"                | 5:57  |
| 7.  | "Thap Thap"                 | 2:53  |
| 8.  | "Chashni" (Reprise)         | 3:59  |
| 9.  | "Aithey Aa" (Dance Version) | 3:38  |
| 10. | "Chashni"                   | 4:46  |

## روابط خارجية
- مقالات تستعمل روابط فنية بلا صلة مع ويكي بيانات